# Jamie’s Kitchen

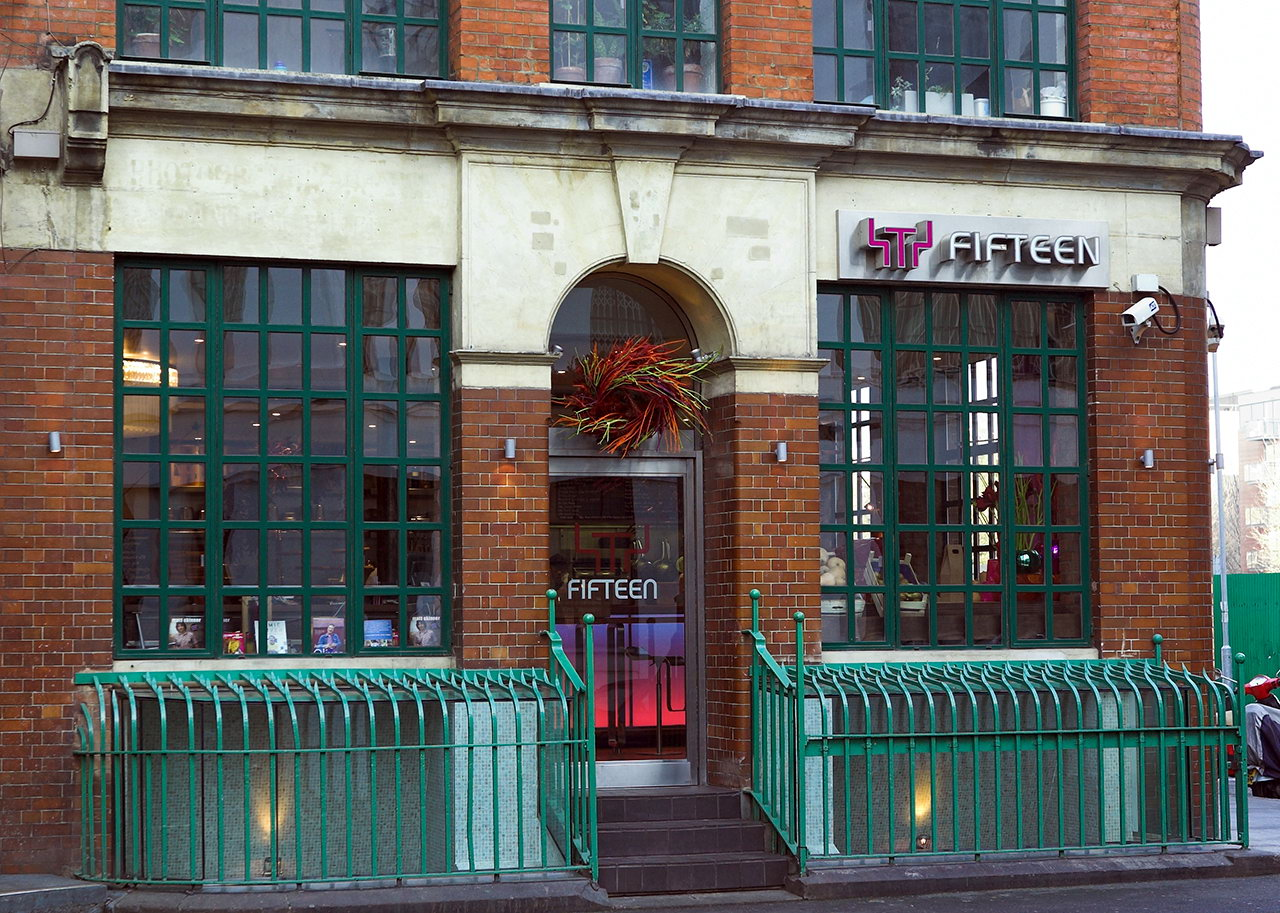
Restaurant Fifteen in London

Jamie's Kitchen ist eine fünfteilige Fernsehdokumentation aus dem Jahr 2002, bei der Jamie Oliver versucht, 15 benachteiligte Jugendliche zu Köchen auszubilden, um sie dann im eigens geschaffenen Restaurant Fifteen in London für ein Jahr zu beschäftigen. 

## Inhalt
Die Sendung zeigt, wie die Lehrlinge zunächst in einer Kochschule die Grundlagen der Warenkunde und des Kochens lernen und mit welchen Schwierigkeiten sie dabei zu kämpfen haben. Da es sich ausnahmslos um Jugendliche mit wenig Erfahrung und Interesse an selbstgekochtem Essen handelt, veranstaltet Jamie Oliver mit ihnen mehrere Ausflüge, so zum Beispiel zu einer Schweinezucht. Falls sie die Kurse erfolgreich abschließen, wird ihnen ein Job in Olivers neuem Restaurant Fifteen angeboten.
In einer Fortsetzung wurde in Return to Jamie's Kitchen gezeigt, wie sich das Restaurant weiterentwickelt hat. Von den ursprünglichen 15 Jungköchen sind mittlerweile noch 5 im Geschäft: Elisa Roche, Ralph Johnson, Tim Siadatan, Ben Arthur und Warren Fleet arbeiten in guten Londoner Restaurants. Nach dem Restaurant in London wurden weitere Fifteen-Restaurants in Amsterdam (Dezember 2004), Newquay, Cornwall (Mai 2006) und Melbourne (September 2006) eröffnet. Der Aufbau des Restaurants in Melbourne wurde in einer eigenen Serie, Jamie's Kitchen Australia, gezeigt.

## Produktion und Veröffentlichung
An der Produktion waren die Firmen TalkBack Productions und Fresh One Productions beteiligt. Regie führten Sandi Scott und Steve poole, die Drehbücher schrieb Mark Halliley. Jamie Oliver fungierte als Moderator und Erzähler. Er ermöglichte die Gründung des ersten Restaurants, indem er eine Hypothek auf sein eigenes Haus aufnahm. Mittlerweile sind die Restaurants im Besitz der Fifteen Foundation, die desillusionierten oder benachteiligten Jugendlichen zu einem Weg in die Berufstätigkeit in der Gastronomie helfen soll. Die Serie wurde vom 5. November bis 10. Dezember von Channel 4 im Vereinigten Königreich gezeigt. Das gleiche Team produzierte auch eine Fortsetzung für 2003, da die Serie beim Publikum gut ankam. Sie wurde als Return to Jamie's Kitchen in zwei Teilen am 16. und 23. September 2003 von Channel 4 ausgestrahlt.
Auf Deutsch wurde die Sendung erstmals von 27. September bis 8. November 2003 auf RTL II gezeigt, wo mehrere Wiederholungen folgten. Später gab es auch Ausstrahlungen beim Pay-TV-Sender RTL Living. Darüber hinaus wurde die Sendung unter anderem in Finnland, Dänemark, Kroatien und Serbien gezeigt.

## Episodenliste
| Nr. | Deutscher Titel              | Originaltitel           | Erstausstrahlung Vereinigtes Königreich | Deutschsprachige Erstausstrahlung (D/A/CH) | Regie                    | Drehbuch      |
| --- | ---------------------------- | ----------------------- | --------------------------------------- | ------------------------------------------ | ------------------------ | ------------- |
| 1   | Die Bewerber                 | The Launch              | 5. Nov. 2002                            | 27. Sep. 2003                              | Sandi Scott              | Mark Halliley |
| 2   | Die Ausbildung beginnt       | Hard Lessons            | 12. Nov. 2002                           | 4. Okt. 2003                               | Sandi Scott              | Mark Halliley |
| 3   | Die Prüfung                  | Pig Farm                | 19. Nov. 2002                           | 11. Okt. 2003                              | Steve Poole, Sandi Scott | Mark Halliley |
| 4   | Das Praktikum                | Fantastic Opportunities | 3. Nov. 2002                            | 18. Okt. 2003                              | Sandi Scott              | Mark Halliley |
| 5   | Die große Eröffnung          | Judgment Time           | 10. Dez. 2002                           | 25. Okt. 2003                              | Steve Poole, Sandi Scott | Mark Halliley |
| 6   | „Fifteen“ – Die Erfolgsstory | Fifteen                 | 16. Sep. 2003                           | 1. Nov. 2003                               | Sandi Scott              | Mark Halliley |
| 7   | Die neuen Bewerber           | The Big One             | 23. Sep. 2003                           | 8. Nov. 2003                               | Sandi Scott              | Mark Halliley |

## Rezeption und Nachwirkungen
Die Sendung war im Vereinigten Königreich erfolgreich und erreichte mit 5 Millionen für die erste Folge eine Einschaltquote von 21 %. Auch die weiteren Folgen zogen viele Zuschauer an, bis zu 7 Millionen bei der fünften und vorerst letzten Folge am 10. Dezember 2002. Damit übertrafen sie sogar die Einschaltquote für das Celebrity Big Brother. Auch für Oliver persönlich sei die Produktion erfolgreich, so der Guardian, da er nach dem Wechsel von BBC zu Channel 4 so sein zuvor beschädigtes Ansehen deutlich aufbessern konnte. Entsprechend des Erfolgs wurden weitere Sendungen mit Oliver und eine direkte Fortsetzung im nächsten Jahr bestellt.
Die einzige Frau, die die Sendung erfolgreich abgeschlossen hatte, war Elisa Roche. Sie wurde 2008 erneut bekannt, als sie in einem Artikel Missstände in der Catering-Branche anprangerte. Der Text wurde später auch für unterschiedliche Ausbildungsgänge verwendet. Eine deutsche Adaption erschien 2010 mit Christian Rach unter dem Titel Rachs Restaurantschule.